# Sacapulteeks

Gebieden waar (traditioneel) sprekers wonen van Mayatalen in Guatemala

Sacapulteeks (ook wel bekend als Sakapulteko of Sacapulteco) is een taal die behoort tot de Quicheaanse tak van de Mayataalfamilie en wordt gesproken door het Sacapulteekse volk in het westen van Guatemala. Het Sacapulteekse taalgebied wordt gevormd door de gemeente Sacapulas in het departement El Quiché en had naar schatting 15.000 sprekers in het jaar 2006.
Het Sacapulteeks is nauw verwant aan het K'iche'.
Achi · Acateeks · Aguacateeks · Chalchiteeks · Chuj · Garifuna · Ch'orti' · Itza · Ixil · Jacalteeks · K'iche' · Kaqchikel · Lacandón · Mam · Mopan · Poqomam · Poqomchi' · Q'anjob'al · Q'eqchi' · Sacapulteeks · Sipakapense · Tectiteeks · Tz'utujil · Uspanteeks · Xinka